# شعبان همادیان
شعبان هُمادیان، (زاده، ۱۳۲۰ تهران - درگذشت، ۱۳۹۳ تهران) مربی بین‌المللی کشتی ایران، همدوره غلامرضا تختی، قهرمان و عضو اسبق تیم کشتی آزاد ایران در دهه ۱۳۴۰ بود.

## آغاز به کشتی

رقابت‌های کشتی قهرمانی ایران (انتخابی تیم ملی)، سالن هفتم تیر. ۱۳۴۲

هُمادیان کشتی را نزد شوهرخاله خود پهلوان سید علی در زورخانه خیابان مولوی آغاز کرد و به تدریج با قهرمانی در استان مدارج قهرمانی را تا سطح نخست کشتی ایران پیمود.

## فنی‌ترین کشتی‌گیر ایران
وی در رقابت‌های کشتی قهرمانی کشور در سال ۱۳۴۵ عنوان فنی‌ترین کشتی‌گیر ایران را از آن خود کرد.